# Sydväst arkitektur och landskap
Sydväst arkitektur och landskap är ett svenskt arkitektkontor i Malmö. Företaget grundades år 2002 och är specialiserade på projekt rörande stads- och landskapsplanering. Några av kontorets mest uppmärksammade projekt är Stora torget i Visby, Kristinebergs strandpark i Stockholm samt Millennieskogen i Malmö.

## Projekt i urval
- Bastionsparken, omkring 2016, Jönköping
- Millennieskogen, 2013, Malmö
- Bauers brygga, Villa Sjövik, 2010, Jönköping
- Mobilia köpcentrum, 2010, Malmö
- Triangeln Södra, 2010, Malmö
- Stora torget, 2009, Visby
- Kristinebergs strandpark, 2004, Stockholm